# Baltic Storms
Die Baltic Storms sind eine Floorball-Mannschaft aus Kiel und Neuwittenbek. Sie spielen in der 2. Floorball-Bundesliga.

## Geschichte
Die zwei Vereine TSV Neuwittenbek und Kieler Floorball Klub (KFK) gaben im August 2018 bekannt, fortan als Baltic Storms am Spielbetrieb teilzunehmen. Sowohl der KFK als auch Neuwittenbek nahmen schon an der 2. FBL teil. Der TSV Neuwittenbek spielt seit der Gründung zur Saison 2007/08 ununterbrochen in der 2. Bundesliga, Kiel jeweils in den Jahren 2008/09 und 2009/10. Anschließend zog der Floorballklub seine Herrenmannschaft aus der 2. Bundesliga zurück, um sich stärker auf den Nachwuchsbereich zu konzentrieren. In der Saison 2014/15 wurde noch einmal der Aufstieg erreicht, die Klasse konnte aber nicht gehalten werden. Es folgte zunächst eine Spielgemeinschaft im Jugendbereich, die unter dem Namen „Baltic Bruins“ spielte. Aus dieser Zusammenarbeit folgte dann der Entschluss, die beiden Abteilungen zusammen zu legen.
Am Ende der Saison 2022/23 folgte nach 5 Jahren der erste Abstieg aus der 2. Bundesliga.
In der Saison 2024/25 erfolgte für die Herren der Aufstieg in die 2. Floorball-Bundesliga 2025/26. Nachdem man mit nur einer Niederlage in 18 Spielen Meister der Regionalliga Nord wurde, konnte die Regionalmeisterschaft Nord/West in zwei Spielen gegen den TSC Wellingsbüttel errungen werden. Die Damen SG Förde Deerns wurden Meister der Regionalliga Nord. Im Jugendbereich erzielte die U15 die Vizemeisterschaft der Regionalliga Nord, die U17 wurde Meister der Regionalliga Nord und Deutscher Vizemeister in Chemnitz, und in Darmstadt wurde ebenfalls die U19 Deutscher Vizemeister.
Zusammen mit dem Gettorfer TV und dem Barkelsbyer SV bildete die SG eine weitere SG, die als Förde Deerns in der Großfeld-Regionalliga der Damen sowie im Pokal an den Start geht.